# 北斗大橋組壽安宮
23°51′59″N 120°30′54″E / 23.866259°N 120.515101°E
北斗大橋組壽安宮，是位於臺灣彰化縣北斗鎮西德里的媽祖廟。

## 沿革
1936年間，北斗鎮泥水工陳登讚與同行在東螺溪畔撿獲數尊神像，先暫置於私人神壇，後陳男將其中一尊媽祖神像請到家中供奉。這尊被稱為「笨港天上聖母二媽」。大橋組（今西德里）庄民也前來參拜，陳宅漸成該庄的信仰場所，地方遂商議籌款建廟永祀，在陳宅旁購地建壽安宮，1953年建成，分靈媽祖神像成為鎮殿媽，本尊請回陳宅祭祀。
位在舜耕路旁的廟地因是國有地，故無合法登記。後廟宇遭颱風吹垮，1984年以鋼筋水泥整建。由黃蚶與陳登讚之子陳連夫等人主導以水泥翻新。2000年5月6日，成立管理委員會，由地方人士莊良榮擔任主任委員、七星里長鄭裕隆、鎮代會主席林國珍擔任副主任委員。同年8月10日，鎮代劉國卿等人提案要求鎮公所民政課，輔導壽安宮完成寺廟登記。
黃志忠接主委後，陸續募得新台幣3500萬元展開重建。2013年4月11日，舉行重建典禮，大甲鎮瀾宮也派人參與。期間，神像暫時放於民代劉鎮東鐵皮農倉，不收租金。2017年8月改建完工後，經明道大學媽祖文化學院暨中文系主任謝瑞隆協助，原先的開基神像在次年2月4日入新廟安座。

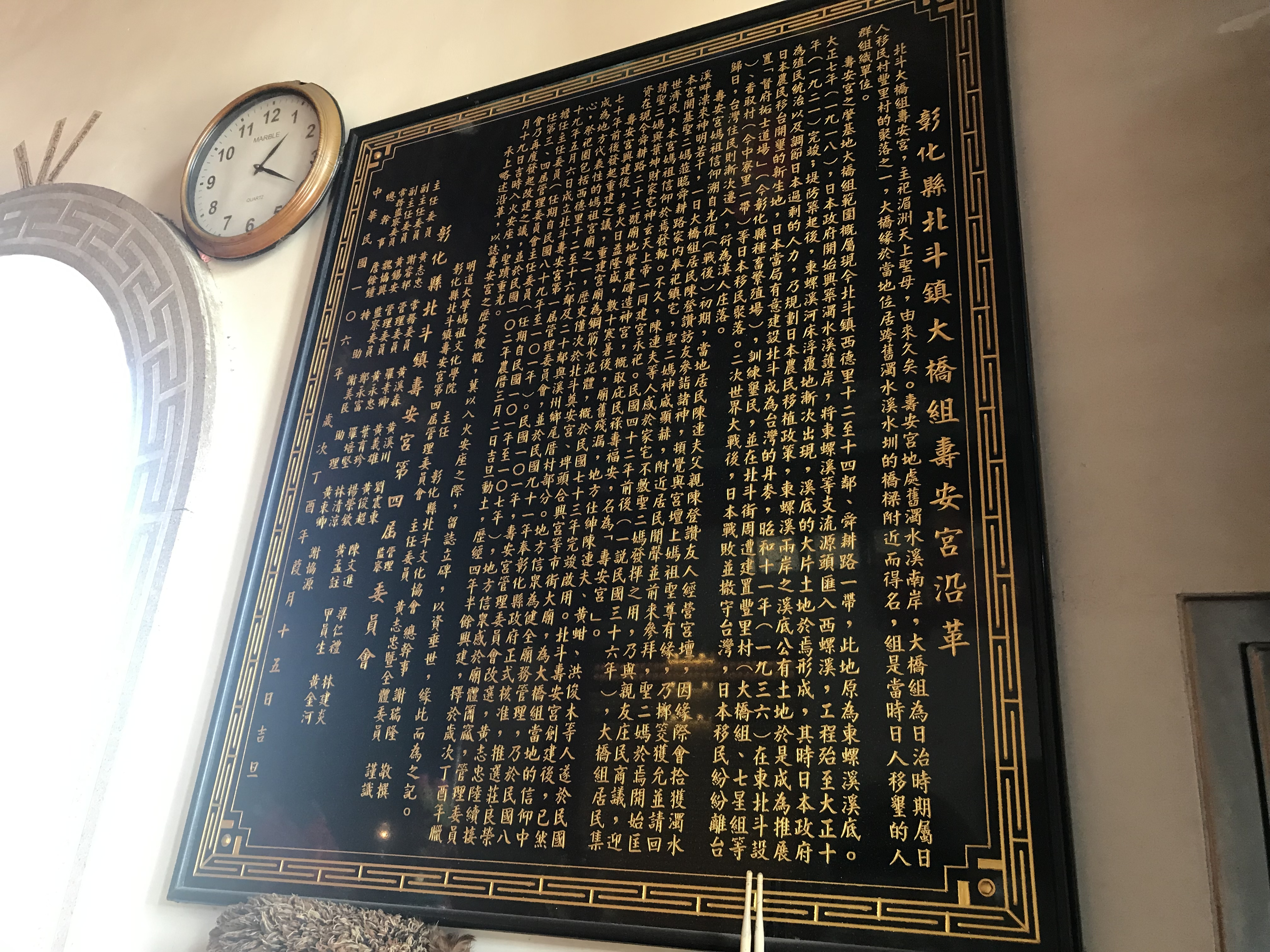
沿革寫地址在舜耕路22號。

## 開基媽祖
壽安宮建廟70年，主祀聖二媽祖，戰後初期逐漸成為當地信仰中心，而壽安宮於翻修時邀請明道大學媽祖文化學院系主任謝瑞隆整理歷史沿革，但考證過程中發現，壽安宮創建後，竟然一直未迎請開基媽祖駐宮，而神像則是一直放在廟旁的陳姓居民家中供奉.廟方則與陳家達成共識使得開基媽祖得以回到壽安宮安座，而壽安宮在入火安座後，因廟方管委會內部疑似有紛爭，使得開基媽祖現在暫時供奉在前主委黃志忠宅邸.

## 祭祀
壽安宮是西德里民的信仰中心。
村民劉鎮東表示廟身然廟小，可是每年大甲媽遶境必來駐駕。大甲媽祖回鑾離開溪州鄉後，會駐駕此廟，再經過北斗大榕樹去北斗奠安宮。